# محمد بدوی
محمد بدوی (انگلیسی: Mohamed Badawy؛ زادهٔ ۱۱ ژانویه ۱۹۸۶) بازیکن والیبال اهل مصر است.
از باشگاه‌هایی که در آن بازی کرده‌است می‌توان به باشگاه والیبال الاهلی اشاره کرد.